# Efecto arrastre

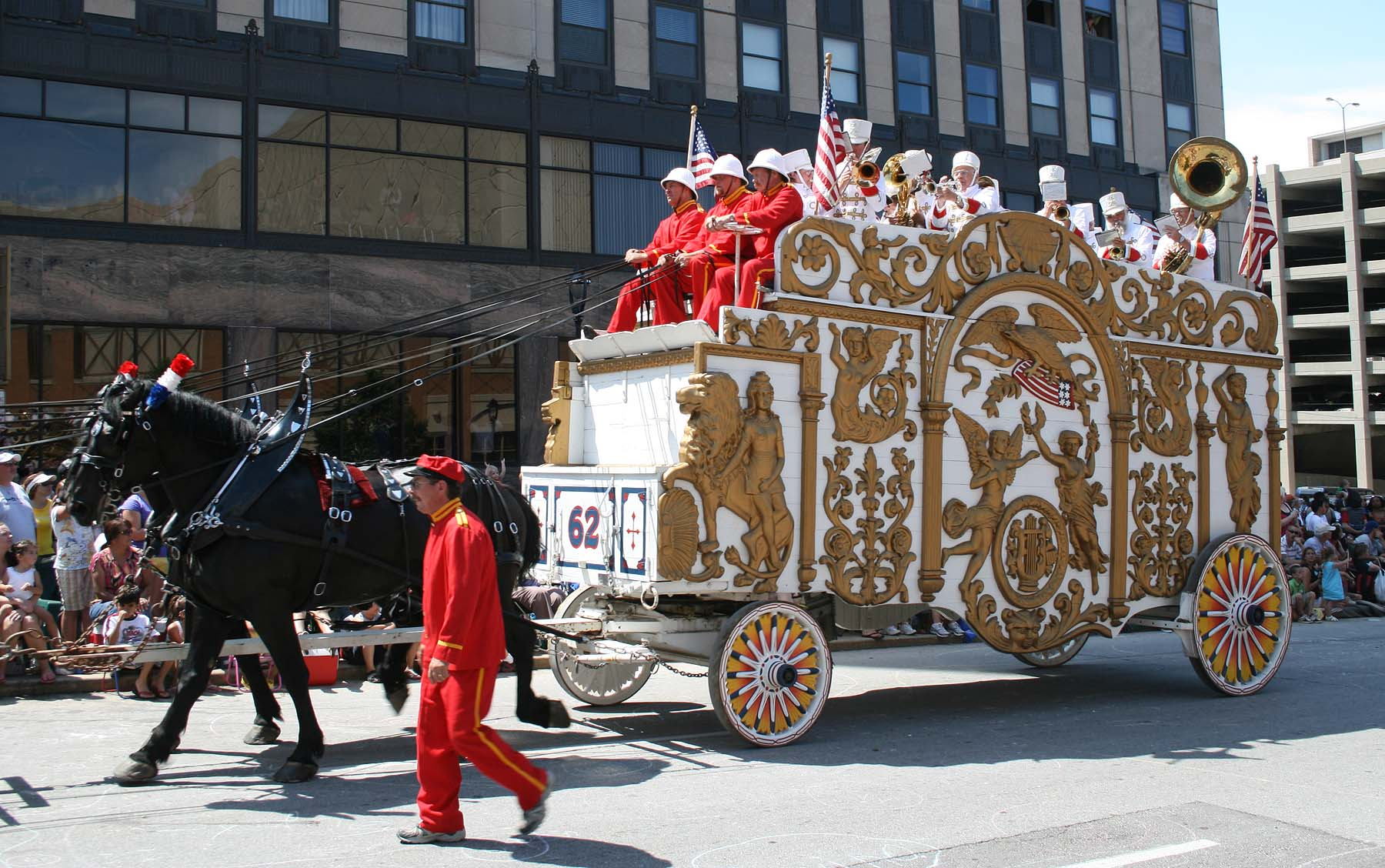
Un "bandwagon" que ilustra el efecto.

El efecto bandwagon, también conocido como el efecto de arrastre, efecto de la moda y relacionado cercanamente al oportunismo, es la observación de que a menudo las personas hacen y creen ciertas cosas fundándose en el hecho de que muchas otras personas hacen y creen en esas mismas cosas. El efecto es peyorativamente llamado comportamiento gregario, particularmente cuando es aplicado a los adolescentes. Las personas tienden a seguir a la multitud sin examinar los méritos de una cosa en particular. El efecto bandwagon es la razón del éxito del Argumentum ad populum.[cita requerida]
El efecto bandwagon está bien documentado en psicología conductual y tiene muchas aplicaciones. La regla general es que las conductas o creencias se propagan entre la gente, como claramente sucede con las modas, con "la probabilidad de que los individuos la adopten incremente con la proporción de quienes ya lo han hecho." Cuanta más gente llegue a creer en algo, otros también se subirán al carro sin importar la evidencia subyacente.

## Origen de la frase
El término bandwagon es un anglicismo que significa un carro que lleva una banda en un desfile, circo u otro espectáculo. La frase "salta en el bandwagon" fue usada por primera vez en la política estadounidense en 1848 por causa de Dan Rice, bufón personal de Abraham Lincoln. Dan Rice, un payaso profesional de circo, usó su bandwagon para las apariciones de la campaña de Zachary Taylor para ganar atención al usar música. Conforme la campaña de Taylor se hizo más exitosa, más políticos se esforzaron por conseguir un asiento en el bandwagon, en espera de asociarse con el éxito. Más tarde, en 1900, durante la época de la campaña presidencial de William Jennings Bryan, los bandwagons se habían convertido en el estándar en las campañas, y 'subirse al carro' fue usado como un término desviado que implicaba que la gente se asociaba a sí misma con el éxito sin considerar lo que asociaban a sí mismos con él.

## Uso en política
El efecto bandwagon ocurre durante la votación: algunas personas votan por aquellos candidatos o partidos que es probable que resulten ganadores (o que son proclamados como tales por los medios de comunicación), esperando estar en el 'lado ganador' al final.  El efecto bandwagon ha sido aplicado a situaciones que involucran a la opinión de la mayoría, como es el caso de los resultados políticos, donde la gente modifica sus opiniones de acuerdo al punto de vista de la mayoría (McAllister and Studlar 721). Un cambio tal de opinión puede ocurrir debido a que los individuos trazan inferencias de las decisiones de los otros, como en una cascada de información.
A causa de los husos horarios, los resultados de las elecciones son divulgados en las regiones orientales de los Estados Unidos mientras los comicios están todavía abiertos en el Oeste. Esta diferencia ha llevado a investigar sobre cómo el comportamiento de los votantes en el oeste de Estados Unidos es influenciado por las noticias sobre las decisiones de los votantes en otras zonas horarias. Así, en 1980, la NBC declaró que Ronald Reagan era el ganador de la carrera presidencial sobre la base de los resultados obtenidos en las urnas varias horas antes que los comicios se cerraran en el oeste.
Varios estudios han puesto a prueba esta teoría del efecto bandwagon en la toma de decisiones política. En el estudio de 1994 de Robert K. Goidel y Todd G. Shields en The Journal of Politics, 180 estudiantes de la Universidad de Kentucky fueron asignados al azar a nueve grupos y les consultaron cuestiones sobre el mismo conjunto de escenarios de elección. Alrededor de 70% de los sujetos recibieron información sobre el ganador esperado (Goidel and Shields 807). Los independientes, que fueron aquellos que no votaron basados en el respaldo de ningún partido y son, en última instancia, neutrales, son influenciados fuertemente en favor de la persona que se espera ganará (Goidel and Shields 807-808). Las expectativas desempeñan un rol significativo en todo el estudio. Se encontró que es dos veces más probable que los independientes voten por el candidato republicano cuando se espera que los republicanos ganen. A partir de los resultados, también se encontró que cuando se espera que ganen los demócratas, era más probable que los republicanos independientes y los republicanos débiles votaran por el candidato demócrata (Goidel and Shields 808).

## Uso en microeconomía
En microeconomía, el efecto bandwagon describe las interacciones de la demanda y las preferencias. El efecto bandwagon se presenta cuando la preferencia de la gente por un producto se incrementa como se incrementa el número de las personas que lo compran, es decir, mientras más demanda hay, mayor preferencia de la comunidad hacia el producto. Esta interacción potencialmente altera los resultados normales de la teoría de la oferta y demanda, la cual supone que los consumidores toman decisiones de compra solamente basados en el precio y en su propia preferencia.